# Варсов
Варсов (њем. Warsow) општина је у њемачкој савезној држави Мекленбург-Западна Померанија. Једно је од 89 општинских средишта округа Лудвигслуст. Према процјени из 2010. у општини је живјело 669 становника. Посједује регионалну шифру (AGS) 13054113.

## Географски и демографски подаци
Варсов се налази у савезној држави Мекленбург-Западна Померанија у округу Лудвигслуст. Општина се налази на надморској висини од 44 метра. Површина општине износи 14,9 km². У самом мјесту је, према процјени из 2010. године, живјело 669 становника. Просјечна густина становништва износи 45 становника/km².